# Gwangjong
König Gwangjong (koreanisch 광종) (* 925 Songak, Königreich Goryeo; † 4. Juli 975 in Kaesŏng, Goryeo) war während seiner Regierungszeit von 949 bis 975 der 4. König des Goryeo-Reiches und der Goryeo-Dynastie (고려왕조) (918–1392).

## Leben
Gwangjong war der viertgeborene Sohn von König Taejo (태조) und seiner dritten Frau Königin Sinmyeong-Sunseong (신명순성). Sein Geburtsname war Wang So (왕소). Er bestieg den Thron im Alter von 25 Jahren, als sein Bruder König Jeongjong im Jahr 949 verstarb.
956 erließ König Gwangjong ein Gesetz, Nobi-angeom-beop (노비안검법) genannt, durch das viele Bürgerliche, die während der Zeit der späteren drei Königreiche zu Sklaven gemacht worden waren und für die Eliten des Landes arbeiten mussten, wieder freie Bürger des Reiches wurden. Er beschnitt damit unter anderen auch die Macht der ehemaligen Kriegsherren, deren ökonomische Basis die Sklaven waren, die auch für militärisch Einsätze genutzt wurden. Ein weiterer Vorteil dieser Maßnahme war, dass die Befreiten gleichzeitig zu Steuerzahler wurden und nun zum Wohle des Staates beitrugen und nicht mehr zum Reichtum einer etablierten Klasse.
958 änderte er auf Empfehlung eines chinesischen Gelehrten, der in der Literatur mit unterschiedlichen Namen angegeben wird, das System der Kriterien, unter denen Personen für den Staatsdienst ausgewählt und eingestellt wurden. Damit versuchte er die Leute zu ersetzen, die während der Staatsgründung aufgrund von militärischen Verdiensten einen Posten im öffentlichen Sektor des Staates bekommen hatten und ersetzte sie durch Leute mit entsprechender Eignung. Während seiner Regierungszeit ließ er acht Mal Auswahlverfahren für Staatsbedienstete durchführen. Auch führte er im Jahr 960 eine Art Kleiderordnung am Hofe ein, die den Grad der Autorität und des Ranges anhand der Farben der Roben widerspiegeln sollte. Lila, Rot, Blau und Grün waren so die Unterscheidungsmerkmale.
Er ernannte sich selbst zum Kaiser und gab der Hauptstadt des Reiches, die zuvor Songak oder Songdo genannt wurde, den Namen Kaesŏng und bezeichnete sie mit Hwangdo (왕도) als königlichen Sitz und Hauptstadt des Kaiserreichs. Pjöngjang (평양) wurde dagegen als  Seodo (서도) und westlich Hauptstadt des Kaiserreichs bezeichnet. Gwangjong erreichte eine Macht, die König Taejo bei der Reichsgründung gerne erreicht hätte und er schreckte auch nicht davor zurück, die Leute beseitigen zu lassen, die sich seinen Reformen in den Weg stellten oder versuchten zu widersetzen. Auch ordnete er die Struktur der buddhistischen Tempel, Sekten, und Institutionen im Lande und ließ in Kaesŏng den Gwibeopsa-Tempel (귀법사) errichten und machte den einflussreichen buddhistischen Priester Gyunyeo (균여) dort zum Abt.
Während seiner Regierungszeit investiert König Gwangjong viel in das Militär des Landes, ließ zahlreich Garnisonen im Norden zum Schutz der nördlichen Grenze errichten und verschob die Grenze stetig in Richtung des Flusses Yalu, der in der koreanischen Sprache 압록강 (Apnokgang) genannt wird. Spannungen zwischen Goryeo und der Liao-Dynastie im Norden waren damit vorprogrammiert.
König Gwangjong hatte mit seinen Reformen viel Unruhe und Frust in die herrschende Klasse und Aristokratie des Landes gebracht, die nach seinem Tod im Jahr 975, die Gelegenheit sahen alte Strukturen wieder herzustellen.